# تقویت‌کننده با بهره متغیر
بهره متغیر یا تقویت‌کننده کنترل‌شده با ولتاژ یک تقویت‌کننده الکترونیکی است که بسته به ولتاژ کنترل (اغلب به‌طور اختصار CV)، بهره آن متفاوت است.
VCAها کاربردهای زیادی دارند، از جمله  فشرده‌سازی سطح صوتی، ترکیب‌کننده‌ها و مدولاسیون دامنه.
یک نمونه خام نمونه‌ای پیکربندی ناوارون آپ‌امپ با مقاومت وابسته به نور (LDR) در حلقه بازخورد است. بهره تقویت‌کننده پس از آن بستگی به نوری دارد که بر روی LDR می‌افتد، که می‌تواند توسط یک ال‌ئی‌دی (یک اپتوکوپلر) تأمین شود. سپس بهره تقویت‌کننده توسط جریان عبوری از ال‌ئی‌دی قابل کنترل است. این شبیه به مدارهای مورد استفاده در  فشرده‌سازهای صوتی نوری است.
یک تقویت‌کننده کنترل‌شده با ولتاژ می‌تواند اول با ایجاد مقاومت کنترل‌شده با ولتاژ (VCR)، که برای تنظیم بهره تقویت‌کننده استفاده می‌شود، تحقق یابد. VCR یکی از عناصر متعدد جالب مدار است که می‌تواند با استفاده از جی‌فت (ترانزیستور پیوندی اثر میدان) با بایاس ساده ایجاد شود. VCRهایی که از این طریق تولید می‌شوند، می‌توانند به عنوان قطعات گسسته به عنوان مثال VCR2N بدست آیند.
نوع دیگر از مدار تقویت‌کننده هدایت‌انتقالی عملیاتی استفاده می‌کند.
در کاربردهای صوتی کنترل لگاریتمی بهره استفاده شده‌است به تقلید چگونگی شنوایی گوش بلندی صوت.  دی‌بی‌ایکس 202 VCA  دیوید ایی. بلکمر از نخستین اجرای موفقیت‌آمیز VCA لگاریتمی بود.
ضرب‌کننده‌های آنالوگ نوعی VCA است که برای داشتن مشخصات خطی دقیق طراحی شده‌است، دو ورودی یکسان هستند و اغلب برخلاف اکثر VCAهای دیگر در تمام ربع چهارم ولتاژ کار می‌کنند.